# Eberhard Limbrock
Eberhard Limbrock (Ahlen, 23 maggio 1859 – Sydney, 31 maggio 1931) è stato un presbitero e missionario tedesco.

## Biografia

### Origini e formazione
Padre Eberhard Limbrock nacque ad Ahlen il 23 maggio 1859 ed era figlio del fornaio Bernhard Limbrock e di sua moglie Gertrud (nata Seelige). Frequentò la scuola elementare di Ahlen e poi venne avviato alla professione di fabbro.
Nel 1877 padre Arnold Janssen, fondatore della prima congregazione missionaria cattolica tedesca, la Società del Verbo Divino, lo fece ammettere alla casa di missione di Steyl. Qui Limbrock compì gli studi ginnasiali, di filosofia e di teologia come studente lavoratore.

### Missionario in Cina
Nel 1883, dopo la sua ordinazione a diacono, padre Arnold Janssen lo inviò presso la giovane missione nello Shantung meridionale. Il 26 luglio 1883 lasciò l'Europa e il 19 novembre successivo giunse alla stazione centrale della missione, fondata nel 1881.
Nel 1891, monsignor Johann Baptist Anzer, vicario apostolico dello Shantung Meridionale, lo nominò rettore del seminario. Nel 1893 Limbrock ritornò in Germania per un periodo di riposo. Il 20 ottobre 1893 emise la professione solenne a Steyl.
Il 21 febbraio 1896 fu ordinato presbitero.

### Prefetto apostolico nella Nuova Guinea tedesca
Nel 1895 Arnold Janssen propose il nome di Limbrock al prefetto della Congregazione de Propaganda Fide Mieczysław Halka Ledóchowski per la carica di prefetto apostolico. Il 24 febbraio 1896 papa Leone XIII eresse la prefettura apostolica della Terra dell'Imperatore Guglielmo. Il 24 marzo successivo nominò Limbrock prefetto apostolico di quella circoscrizione.
Il 13 agosto 1896 padre Limbrock, proveniente dalla Cina, raggiunse Friedrich-Wilhelm-Hafen nella Nuova Guinea tedesca. Con lui erano giunti da Steyl dei nuovi missionari: i padri Franz Vormann (1868–1929) e Josef Erdweg (1870–1925) e i fratelli laici Kanisius Johannes Hautkappe (1874-?), Gottfried Matthias Laubach (1861–1936) e Eustochius Franz Tigges (1864–1906). Limbrock tuttavia non ricevette il permesso di fondare una stazione missionaria nell'area di Friedrich-Wilhelm-Hafen dalla Neuguinea-Kompagnie, che esercitava i diritti di sovrano nella Nuova Guinea tedesca. Così, 275 miglia nautiche più a ovest, sulla costa dell'isola di Tumleo, fondò la prima stazione missionaria cattolica.
Solo nel 1905 padre Limbrock riuscì a fondare una nuova stazione missionaria ad Alexishafen. Questa nel 1909 divenne la sede della missione del suo ordine nella Nuova Guinea tedesca. L'espansione del sistema scolastico, dove venne introdotto il tedesco come lingua scolastica, ebbe successo solo grazie all'aiuto delle Missionarie serve dello Spirito Santo, in particolare nella formazione della popolazione femminile e nell'assistenza sanitaria dei pionieri.
Nella sua qualità di superiore locale, Limbrock partecipò ai capitoli generali decisivi del suo giovane ordine missionario svoltisi a Steyl tra il 1897 e il 1898 e tra il 1909 e il 1910. Incoraggiò l'avvio delle missioni nelle Filippine e in Indonesia, che aprirono rispettivamente nel 1909 e tra il 1913 e il 1914. Nel 1911 il superiore generale Nikolaus Blum (1857-1919) nominò padre Franz Vormann superiore regionale per la Nuova Guinea, una carica che fino ad allora era detenuta da padre Limbrock. Nel 1914 Limbrock presentò le sue dimissioni da prefetto apostolico. Il 9 settembre 1914 papa Benedetto XV le accettò.
Durante il suo mandato, padre Limbrock fu in grado di creare 18 stazioni missionarie cattoliche sulla costa della Nuova Guinea tedesca tra Friedrich-Wilhelm-Hafen e il confine con la Nuova Guinea Olandese. Molte di esse erano dotate di scuole. In quattro stazioni creò estese piantagioni. Alexishafen servì non solo come centro amministrativo della missione ma anche come centro scolastico, educativo e sanitario ed ebbe un impatto duraturo sullo sviluppo della Nuova Guinea. Alla scuola centrale, nei numerosi laboratori e nella scuola catechistica, vennero formati i futuri membri dello staff della missione. Padre Limbrock ebbe una relazione molto conflittuale con la Neuguinea-Kompagnie. Sotto il governatore Albert Hahl, questa relazione si trasformò però in una cooperazione amichevole. Hahl vedeva Limbrock come un missionario e un uomo di ideali, che promuoveva significativamente lo sviluppo economico e l'uso della lingua tedesca nella colonia.
Una situazione completamente nuova sorse quando nell'agosto del 1914 l'Esercito australiano occupò la Nuova Guinea tedesca e la corrispondenza con l'Europa fu gravemente compromessa. Pertanto, Limbrock esercitò il suo ufficio di prefetto per un altro anno prima che padre Andreas Puff nel 1915 gli succedesse come amministratore apostolico. Nel 1914 la missione contava 4 200 cristiani cattolici. Lo staff era composto da 27 sacerdoti, 24 fratelli laici e 44 suore. A metà degli anni '30, il numero dei cristiani era salito a 18 600, mentre il personale straniero delle missioni era pari a 29 sacerdoti, 29 fratelli laici e 53 suore, in leggero in aumento. Tuttavia, il numero di catechisti e insegnanti nativi era cresciuto. Nel 1934 si contavano 347 catechisti nativi nei due vicariati apostolici.

### Udienza con il papa del 1910
Il 22 settembre 1910 papa Pio X lo ricevette in udienza privata. Il pontefice approfondì lo stato della missione, i progressi della cristianizzazione e le speranze promesse. Il papa fu particolarmente colpito dal fatto che i missionari dovessero soffrire tanto per le condizioni climatiche sfavorevoli.

### Viaggio di ricerca del 1912
Dal 30 settembre al 9 ottobre 1912 padre Limbrock e padre Franz Kirschbaum intrapresero una spedizione nell'entroterra di Boiken per trovare l'accesso dalla costa e acquisire familiarità con le tribù dell'entroterra.

### Ultimi anni
Dal 1919 al 1931 operò come un semplice missionario alla stazione di Boiken. Qui imparò la lingua locale e fu in grado di pubblicare vari scritti catechetici in questa lingua. Nel novembre del 1930 dovette recarsi a Rabaul per farsi rimuovere un tumore della pelle da un medico. In seguito si trasferì a Sydney, dove visse come secondo cappellano tra i Fratelli maristi delle scuole. Il suo piano di recarsi in Germania non poté realizzarsi. Nella settimana di Pentecoste fu colpito da un raffreddore che si evolse in pleurite.
Morì a Sydney il 31 maggio 1931, solennità della Santissima Trinità, all'età di 72 anni.

## Opere
- Mitteilungen aus u. über Neu-Guinea. in: Kleiner Herz-Jesu-Bote, 24:5 (Febr. 1897) 36–37.
- Aus dem Jahresbericht der Mission in Deutsch-Neuguinea. in: Steyler Missionsbote, 36:2 (Nov. 1908) 25–26.
- Freundliche Einladung: zur Stiftung einer schwimmenden Missionsstation in Neuguinea. in: Steyler Missionsbote, 36:7 (April 1909) 104–106.
- Vom Arbeitsfelde der Steyler Missionare in Kaiser-Wilhelms-Land. Von. P. Eberh. Limbrock, Apost. Präfekt von Ost-Kaiser-Wilhelms-Land, in: Steyler Missionsbote, 41:2 (Nov. 1913) 22–27.
- Buschreise ins Hinterland von Beukin. Vom hochw. Herrn Apostolischen Präfekten P. Eberhard Limbrock (Kaiser-Wilhelms-Land), in: Steyler Missionsbote, 40 Jg. (1912) 126–127, 142–143.
- Katechismus in Wewäk-Boikin, Techny, Ill.: Mission Press o. J.
- Biblische Geschichte in Wewäk-Boikin, Techny, Ill.: Mission Press, o. J.;
- P. E. Limbrock, A bush-journey into the hinterlands of Beukin, 1986, transl. by Paul Bernard Roscoe, Nancy Rand, 1986, 12 pp.